# Phradonoma babaulti
Phradonoma babaulti is een keversoort uit de familie spektorren (Dermestidae). De wetenschappelijke naam van de soort werd in 1921 gepubliceerd door Maurice Pic.